# Grønbæk
Grønbæk er en landsby i Silkeborg Kommune. Navnet stammer sandsynligvis fra dens beliggenhed ved "den grønne bæk", som løber gennem byen.
I landsbyen findes det såkaldte Fischer Hospital, Chr. Fischer og hustru Charlotte, Allinggård bestemte i deres testamente, at der skulle oprettes et pleje/alderdomshjem i Grønbæk. Dette bliver kaldet Fischers Hospital eller Grønbæk Hospital og blev opført i 1778, som landets ældste plejehjem og fungerede som sådan indtil 1965. I dag anvendes det af Dialyseforeningen som feriehjem og er en fredet bygning.
Byens kirke, Grønbæk Kirke, blev anlagt omkring år 1200. I Grønbæk finder man også ruinen af Erik Glippings jagthus, der formentlig er bygget omkring år 1200. Her siger sagnet, at Erik Glipping overnattede natten før han blev myrdet i Finderup Lade i 1286.
Ved bygrænsen hvor vejen fører til Silkeborg er en lille mindelund for besættelsesårene. Den store mindesten blev fundet og hentet i Alling Skov. Ved frivillig hjælp blev den 15 tons tunge sten transporteret de 3,5 kilometer på træruller trukket af heste. Mindestenen afsløret den 5. maj 1946.

## Galleri
- Erik Glippings jagthus
- Fischers Hospital
- Mindestenen
- Grønbæk Præstegård (fredet bygning)
- Grønbæk Kirke